# TOCHIGI FIGHTING!!SC一枚岩
TOCHIGI FIGHTING!!SC一枚岩（とちぎファイティング!!エスシーいちまいいわ）は、とちぎテレビで毎週月曜日の夜に放送していた日本プロサッカーリーグ（Jリーグ）に加盟する栃木サッカークラブ（栃木SC）の応援番組。2009年3月放送開始、2013年12月終了。

## 概要
地元のプロサッカークラブの栃木を応援する番組である。基本的には生放送であるが、録画放送の場合もある。
2007年当時日本フットボールリーグ（JFL）に所属していた栃木のJリーグ昇格へ向け後押しするため、『〜Road to J〜 SC一枚岩』として放送を開始（当時のMCはアナウンサーとして在籍していた石川由香里）。しかしとちぎテレビの編成上の都合により、翌2008年には夕方の情報番組『イブニング6』内の1コーナーとして内包され、独立した番組としては一旦終了した。だが栃木が2009シーズンからJリーグへ加盟して、Jリーグ ディビジョン2に参戦すると、再び独立した番組としてスタート。前年から参加していたU字工事が引き続き出演するとあって、他メディアにも取り上げられるなどした。
NHK宇都宮放送局の県域地デジ放送開始が2011年以降ということもあり、それまでは地元無線テレビメディアとしては唯一の応援番組として位置づけられ、栃木側とも協力して盛り上げている。アナウンサーの萬代裕子は、この番組を担当したことにより“マンU”の称号を得ることになった。
2012年3月26日放送を最後に萬代裕子が降板（フリーランスに転身）。とちぎテレビアナウンサーの針谷衣織里が後を継いだ。番組ではブラジル人風に“イオリーニョ”と呼ばれる。
2013年12月23日放送を最後に番組は終了。2014年3月3日より新番組「T.S.☆LAB!! 栃木サッカー研究所」を放送。

## 番組内容
- 直近ゲーム振り返りと、栃木SCドリームアンバサダーの佐藤悠介による解説。
- 試合後のインタビュー等
- 卓郎のキラリ男星（おとこぼし）
  - 直近の勝ち試合でキラリと光ったプレーを益子卓郎がセレクトして紹介。
  - コーナーのBGMは益子の歌う「男星」である。
  - なお、負け試合では「Check Point」となる。
- 企画コーナー（不定期）
  - クラブの地域貢献活動や、選手インタビューや練習風景。
  - 「はーい!U字工事」がテレビ朝日で放送されているやべっちFCの「はーい!やべっち」のパロディとして不定期に行われる。
内容は、サッカー関係者からU字工事へビデオコメントを送るというもの。
- 「○○選手のそこが知りたい！！」（2010シーズンまで）
  - なお、プレーヤー以外の出演(トレーナーや監督など)の場合、「教えて！○○」になる。
- 「マンUの栃木SC研究所」（2011年3月7日～2012年3月26日）
  - プレーヤーズゲストのトーク(毎週1名出演予定)
  - 所長は萬代アナ。U字工事の二人は研究員という設定。
  - 引き続きコーナーBGMはカウボーイビバップのOP曲であるTank!!。
- 「イオリーニョのチクっとひと針」（2012年4月2日～）
  - プレーヤーズゲストのトーク(毎週1名出演予定)
  - コーナーの名前は「イオリーニョのピカッとひと磨き」などに変わることがある。
- U字工事の「11QUESTION」（2013年3月4日～）
  - プレーヤーズゲストのトーク(毎週1名出演予定)
  - ゲストが回答した11のQ&Aをもとにトークを行う。
  - 初回のタイトルは「おしゃんこらの時間」だった。
- サポーターズVoice（サポーターからのメッセージ紹介）
- プレゼントコーナー

## 放送時間
- ～2011年3月28日
  - 毎週月曜 19:30～20:00
  - 再放送 毎週金曜日 22:00～22:30
- 2011年4月4日～
  - 毎週月曜 22:00～22:30
  - 再放送 毎週火曜日 19:30～20:00
- 2013年10月4日～2013年12月23日
  - 毎週月曜 22:00～22:30
  - 再放送 毎週金曜日 17:00～17:30

## 出演者一覧

### レギュラー出演者
- 福田薫(U字工事)
- 益子卓郎(U字工事)
- 針谷衣織里(とちぎテレビアナウンサー)

### 過去のレギュラー出演者
- 萬代裕子(元とちぎテレビアナウンサー)

### ゲスト出演者(選手以外)
- スギ。(インスタントジョンソン)…U字工事の欠席時に代理でMCをしていたが、現在は準レギュラーとして定期的に出演している
- 井上マー…U字工事欠席の代理として2012年9月24日放送からMCで出演
- サンドウィッチマン…2009年のJ2で対戦したベガルタ仙台のサポーターとして出演
- バッファロー吾郎…関西テレビの「お笑いワイドショー マルコポロリ!」の取材で訪れた際に飛び入り出演した
- 渡辺和洋(フジテレビアナウンサー)…番組の取材でU字工事に同行しており、飛び入り出演した。この様子はフジテレビの番組でも放送された
- 田中真二(サッカー解説者。通称パオさん)
- 大塚秀毅(スポーツライター。J's GOAL栃木SC担当記者)
- 鈴木康浩(スポーツライター)
- 水沼貴史(サッカー指導者・解説者)

## 番組テーマ曲

### 2009年
- 「声」 THE BACK HORN-とちぎテレビ 栃木SC公式応援ソング

### 2010年
- 「Salamander」ELLEGARDEN
  - どちらの曲もとちぎテレビJリーグ中継のOPとしても使用されている。

### 2013年
- 「呼吸」 DIRTY OLD MEN
  - 2013年栃木SC公式応援ソング

その他、BGMに栃木出身バンドLITTLE WIDE ORCHESTRAが歌う栃木SC公認応援歌「Fly to the sky player」が使用されている。